# Canción sin miedo

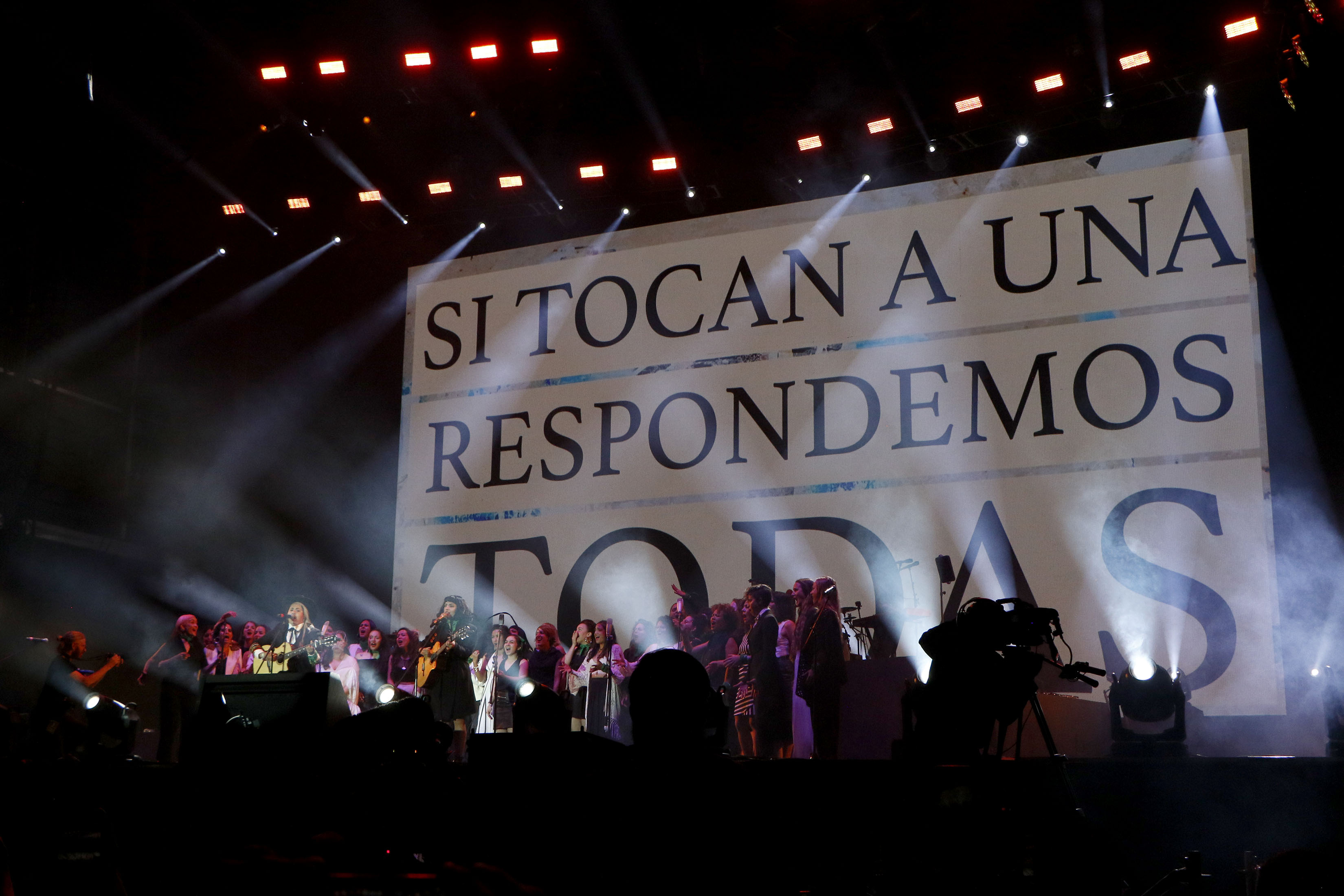
Imagen del concierto de Mon Laferte en el momento que se presenta la Canción sin miedo.

«Canción sin miedo» es una canción del género regional mexicano de la compositora Vivir Quintana que habla sobre la violencia que viven las mujeres, se ha convertido en un himno en las protestas feministas.
La canción fue una petición de Mon Laferte quien contactó a Quintana para preguntarle si querría hacer una canción sobre los feminicidios, se presentó por primera vez en el concierto del Festival Tiempo de Mujeres de 2020 interpretada por Mon Laferte, Vivir Quintana y el coro El Palomar, más de 70 mujeres cantantes y músicas.
La canción se ha interpretado en diferentes partes del mundo, como: Argentina, Chile, Colombia, Ecuador, España, Honduras, Perú, Francia, entre otros, para erradicar la violencia de género. Para marzo de 2021, el video en el canal de la compositora llevaba 8 millones de reproducciones.
En 2021 salió la versión en mariachi interpretada con alumnas de la Escuela de Mariachi Ollin Yoliztli. Así como una adaptación al contexto de Yucatán, con una traducción y fragmentos en maya.

## Letra
La canción describe la realidad mexicana de violencia contra las mujeres que incluye desaparición y feminicidios y también habla sobre la lucha que dan las mujeres contra la violencia «Hoy a las mujeres nos quitan la calma, nos sembraron miedo, nos crecieron alas» 

En palabras de la compositora:
Es un objeto de estudio sobre cómo realmente nos hermana tanto el dolor, nos conecta muchísimo a las mujeres no solo de México, sino de Latinoamérica y del mundo. Es como un oxímoron de dulce alegría pero también amarga dulzura.